# John Cikoski
John Stewart Cikoski (* 11. Dezember 1940; † 3. Juli 2022) war ein Sinologe und vor allem Spezialist für klassisches Chinesisch.

## Biografie
Cikoski studierte bei Robert N. Tharp und Parker Huang am Institute of Far Eastern Languages (IFEL) an der Yale-Universität und lernte weiter Chinesisch bei George Sing und Charles Semich in der US-amerikanischen Luftwaffe. Seine Doktorväter waren Hugh M. Stimson und Angus C. Graham. Er lehrte am Oriental Languages Department der University of California, Berkeley und war Mitherausgeber der Zeitschrift Early China.
Cikoski war verheiratet mit Mary E. Beckman, einer Professorin für Sprachwissenschaft der Ohio State University. Cikoski starb im Jahr 2022.

## Forschung
Cikoskis Dissertation von 1970 war ein wichtiger Versuch, die Wortarten des klassischen Chinesisch (bzw. der Sprache des Zuo zhuan) zu definieren. In seinen Three Essays in Chinese Grammar 1978 arbeitete er einige Fragen aus seiner Dissertation genauer heraus. Er teilte beispielsweise Verben in »direkte« (z. B. 毀 »zerstören«) und »ergative« Verben (z. B. 滅 »zerstören«) ein.
Bis zum Erscheinen von Cikoskis Introduction to Classical Chinese gab es kein Lehrbuch des klassischen Chinesisch, das eine systematische, didaktisierte Einführung in die Grammatik der Sprache bot und nicht bloß eine Sammlung von kommentierten Texten war.
Cikoskis Notes for a Lexicon of Classical Chinese enthalten Angaben zu 24 000 chinesischen Stichwörtern und gehen auf seine Studien seit 1961 zurück. 1979 digitalisierte er seinen Zettelkasten und seit 1998 zirkulieren gedruckte Versionen seines Wörterbuchprojektes. Seine Ausspracherekonstruktionen beziehen sich vor allem auf Bernhard Karlgrens Archaic Chinese.
Cikoski übte scharfe Kritik an den Werken einiger prominenter Sinologen und Übersetzer chinesischer Literatur (darunter vor allem Peter Boodberg und Paul Serruys) und der Sinologie im Allgemeinen; er wirft ihnen vor allem vor, dass sie zum Teil klassisches Chinesisch nicht wirklich beherrschen und dass die Methoden ihrer Studien wissenschaftlichen Standards nicht genügen.

## Werke
- Classical Chinese Word-Classes. Yale University Ph.D., 1970.
- On standards of analogic reasoning in the late Chou. In: Journal of Chinese Philosophy 2 (3) (1975) S. 325–357.
- Introduction to Classical Chinese. Berkeley: Department of Oriental Languages, University of California, 1976.
- The passive voice was rather active in Classical Chinese. In: Early China 2 (1976).
- Confucius and the Chuen Chiou. In: Early China 2 (1976).
- Yüan Ku T‘ung Yen. Department of Oriental Languages, University of California, 1976.
- A Reply to Mr. [Richard A.] Kunst. Early China 3 (1977): 71–73.[4]
- Towards Canons of Philological Method for Analyzing Classical Chinese Texts. In: Early China 3 (1977), S. 18–30.
- An outline sketch of sentence structures and word classes in Classical Chinese — Three essays on Classical Chinese grammar I. Computational Analyses of Asian & African Languages (1978), 8, 17-152.
- The existence and function of the so-called modal chyi in Classical Chinese — Three essays on Classical Chinese grammar II. Computational Analyses of Asian & African Languages (1978), 9, 77-132.
- An analysis of some idioms commonly called ‘passive’ in Classical Chinese — Three essays on Classical Chinese grammar III. Computational Analysis of Asian and African Languages (1978), 9, 133-208.
- Notes for a Lexicon of Classical Chinese. Coprolite Press, 2008.